# Horst Ueberhorst

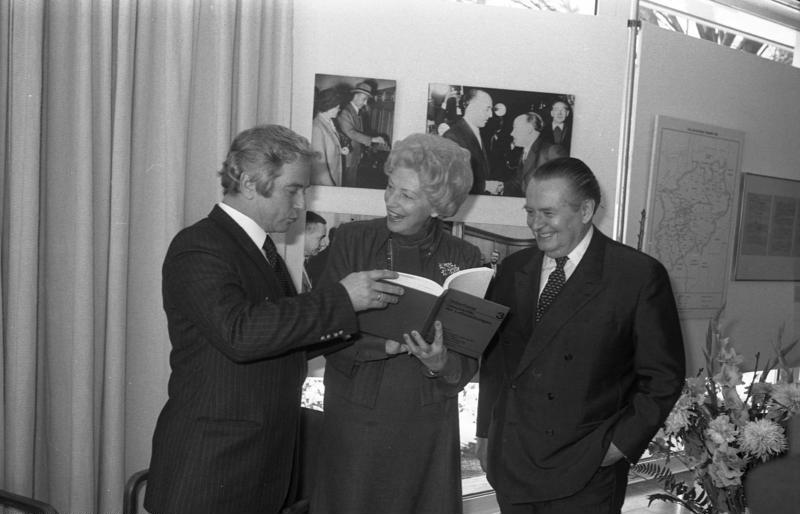
Horst Ueberhorst (à gauche), 1982, à droite Willi Daume

Horst Uberhorst (né le 25 février 1925 à Bochum et mort le 19 décembre 2010) est un historien du sport allemand. Il est professeur d'histoire du sport à l'Université de la Ruhr à Bochum et éditeur de l'anthologie en six volumes Geschichte der Leibesübungen.

## Biographie
Après avoir passé son baccalauréat au Pädagogium de Bad Godesberg, Horst Ueberhorst étudie le sport, l'histoire, la philologie allemande et la religion protestante à l'université de Bonn. En 1952, il obtient son doctorat avec la thèse Paul Ernst als konservativ-revolutionärer Volkserzieher und Staatsdenker.
Horst Ueberhorst est conseiller d'études à Bad Godesberg, conseiller ministériel au ministère de l'Éducation de Rhénanie-du-Nord-Westphalie (de) et doyen fondateur de la faculté de sport de l'université de la Ruhr à Bochum. Gertrud Pfister et Hans Joachim Teichler (de). En raison de ses mérites scientifiques, il est coopté en tant que membre international de l'Académie nationale de kinésiologie (de), membre du Comité européen d'histoire du sport, membre du conseil consultatif scientifique de l'Institut Willibald-Gebhardt (de) à Essen et de l'Institut d'histoire du sport de Basse-Saxe (de). Le Comité européen d'histoire du sport l'honore depuis 1997 avec le "Discours d'honneur Horst-Ueberhorst (depuis 2011 Mémorial)".

## Publications
- Von Athen bis München. Bartels und Wernitz, München 1969. 2. Auflage: 1971,  (ISBN 3-87039-931-7).
- Zurück zu Jahn? Universitätsverlag, Bochum 1969.
- Edmund Neuendorff. Turnführer ins Dritte Reich (= Turn- und Sportführer im Dritten Reich. Band 1). Bartels und Wernitz, Berlin 1970,  (ISBN 3-87039-921-X).
- Frisch, frei, stark und treu. Droste, Düsseldorf 1973,  (ISBN 3-7700-0356-X).
- Carl Krümmel und die nationalsozialistische Leibeserziehung (= Turn- und Sportführer im Dritten Reich. Band 4). Bartels und Wernitz, Berlin 1976,  (ISBN 3-87039-976-7).
- Turner unterm Sternenbanner. Moos, München 1978,  (ISBN 3-7879-0135-3).
- Friedrich Wilhelm von Steuben. 1730–1794. Moos, München 1981,  (ISBN 3-7879-0183-3).
- Hundert Jahre Deutscher Ruderverband. Hrsg. Deutscher Ruderverband. Philler, Minden 1983,  (ISBN 3-7907-3100-5).
- Vergangen, nicht vergessen, Sportkultur im deutschen Osten und im Sudetenland. Von den Anfängen bis 1945. Droste, Düsseldorf 1992,  (ISBN 3-7700-0967-3).

éditions
- Turn- und Sportführer im Dritten Reich. Bartels und Wernitz, Berlin 1970–1976.
  - Band 1: Horst Ueberhorst: Edmund Neuendorff. Turnführer ins Dritte Reich. 1970,  (ISBN 3-87039-921-X).
  - Band 2: Dieter Steinhöfer: Hans von Tschammer und Osten. Reichssportführer im Dritten Reich. 1973,  (ISBN 3-87039-945-7).
  - Band 3: Arnd Krüger: Theodor Lewald. Sportführer ins Dritte Reich. 1975,  (ISBN 3-87039-954-6).
  - Band 4: Horst Ueberhorst: Carl Krümmel und die nationalsozialistische Leibeserziehung. 1976,  (ISBN 3-87039-976-7).
  - Band 5: Hajo Bernett (de): Guido von Mengden. „Generalstabschef“ des deutschen Sports. 1976,  (ISBN 3-87039-001-8).
- Geschichte der Leibesübungen. Bartels und Wernitz, Berlin 1972–1989.
  - Band 1: Ursprungstheorien. 1972,  (ISBN 3-87039-928-7).
  - Band 2: Leibesübungen und Sport in der Antike. 1978,  (ISBN 3-87039-996-1).
  - Band 3/1: Leibesübungen und Sport in Deutschland von den Anfängen bis zum Ersten Weltkrieg. 1980,  (ISBN 3-87039-036-0).
  - Band 3/2: Leibesübungen und Sport in Deutschland vom Ersten Weltkrieg bis zur Gegenwart. 1981,  (ISBN 3-87039-054-9). (Inhalt)
  - Band 4: Die großen Sportnationen. 1972,  (ISBN 3-87039-946-5).
  - Band 5: Leibesübungen und Sport in Europa. 1976,  (ISBN 3-87039-980-5).
  - Band 6: Perspektiven des Weltsports. Unter Mitarbeit von Erich Beyer und Werner Sonnenschein. 1989,  (ISBN 3-87039-081-6).
- Friedrich Ludwig Jahn. Mit einem Beitrag von Wolfgang Stump. Inter Nationes, Bonn-Bad Godesberg 1978,  (ISBN 3-7879-0102-7).
- Elite für die Diktatur. Droste, Düsseldorf 1969. Nachdruck 1980,  (ISBN 3-7610-7232-5).